# Бобкова, Капитолина Степановна
Капитолина Степановна Бобкова (род. 4 ноября 1939) — советский и российский учёный почвовед-эколог, ведущий специалист в области биологии и микробиологии почв, доктор биологических наук, профессор, главный научный сотрудник ИБ КомНЦ УрО РАН. Действительный член Всесоюзного ботанического общества АН СССР и Всесоюзного географического общества.

## Биография
Родилась 4 ноября 1939 года в селе Иб, Коми АССР.
С 1957 по 1962 год обучалась в лесохозяйственном факультете Архангельского лесотехнического института имени В. В. Куйбышева, по окончании которого получила специализацию инженера лесного хозяйства. С 1969 по 1972 год обучалась в очной аспирантуре Института биологии Коми филиала АН СССР. С 1988 по 1990 год обучалась на очной докторантуре Института леса и древесины имени В. Н. Сукачёва СО АН СССР.
С 1962 по 1965 год на исследовательской работе в Архангельском лесотехническом институте имени В. В. Куйбышева в качестве инженера лесного хозяйства. С 1965 года на научно-исследовательской работе в Институте биологии Коми филиала АН СССР — Коми научного центра УрО РАН в качестве младшего, старшего, ведущего и главного научного сотрудника Отдела лесобиологических проблем Севера. Помимо основной деятельности являлась членом Учёного и Диссертационного советов этого института.

### Научно-педагогическая деятельность и вклад в науку
Основная научно-педагогическая деятельность К. С. Бобковой была связана с вопросами в области лесоведения, почвоведения и экологии. К. С. Бобкова занималась исследованиями в области биологической продуктивности, лесных растительных ресурсов и экологии леса Севера и её экосистемы. Она является руководителем национальных проектов Российского фонда фундаментальных исследований по программе в области глобальных изменений климата и российского леса. К. С. Бобкова являлась действительным членом Всесоюзного ботанического общества АН СССР, Всесоюзного географического общества, с 1988 года — член Общества физиологов растений России РАН.
В 1975 году защитила диссертацию на соискание учёной степени кандидат биологических наук по теме: «Рост и формирование корней сосны и ели в условиях северной подзоны тайги : по материалам исследований в Коми АССР», в 1990 году защитила диссертацию на соискание учёной степени доктор биологических наук по теме:  «Экологические основы продуктивности хвойных лесов Европейского Северо-Востока». В 1984 году ей было присвоено учёное звание старший научный сотрудник, в 2004 году ей присвоено учёное звание профессор. К. С. Бобковой было написано более двухсот научных трудов и восемь монографий, которые переведены на различные языки мира, в том числе на английский, финский и венгерский языки, а так же научных статей и публикаций опубликованных в ведущих научных журналах, в том числе в журнале РАН — «Почвоведение», «Экология» и  «Геохимия». 

## Основные труды
- Рост и формирование корней сосны и ели в условиях северной подзоны тайги : по материалам исследований в Коми АССР. - Сыктывкар, 1974. — 172 с.
- Влияние почвенных условий на корневые системы древесных пород в еловых насаждениях подзоны северной тайги: Докл. на заседании президиума Коми филиала АН СССР / Л. А. Верхоланцева, К. С. Бобкова. - Сыктывкар : [б. и.], 1972. — 56 с.
- Ресурсы и возможности использования древесной зелени хвойных в Коми АССР / К. С. Бобкова, В. В. Тужилкина, А. И. Патов. - Сыктывкар : Коми фил. АН СССР, 1986. — 19 с
- Биологическая продуктивность хвойных лесов Европейского Северо-Востока / К. С. Бобкова; Отв. ред. А. В. Веретенников; ан СССР, Коми фил., Ин-т биологии. - Л. : Наука : Ленингр. отд-ние, 1987. — 155 с.
- Экологические основы продуктивности хвойных лесов Европейского Северо-Востока  / Ин-т леса и древесины. - Сыктывкар, 1990. — 404 с.
- Газообмен растений в посевах и природных фитоценозах : Тез. докл. рабочего совещ. (17-19 марта 1992 г.) / Редкол.: К. С. Бобкова и др. - Сыктывкар : Коми науч. центр УрО РАН, 1992. — 87 с.
- Биогеоценологические исследования таежных лесов / Редкол.: К. С. Бобкова (отв. ред.) и др. - Сыктывкар : Коми НЦ УрО РАН, 1994. — 181 с. — ISBN 5-7691-0330-2
- Биопродукционный процесс в лесных экосистемах Севера: [Монография] / [К.С. Бобкова, Э.П. Галенко, И.В. Забоева и др.]; [Отв. ред. К.С. Бобкова и Э.П. Галенко]; Рос. акад. наук. Ур. отд-ние. Коми науч. центр. Ин-т биологии. - СПб. : Наука, 2001. — 277 с. — ISBN 5-02-026154-8
- Коренные еловые леса Севера: биоразнообразие, структура, функции: [монография] / Российская акад. наук, Уральское отд-ние, Коми науч. центр, Ин-т биологии ; [отв. ред.: К. С. Бобкова, Э. П. Галенко]. - Санкт-Петербург : Наука, 2006. — 334 с. — ISBN 5-02-026250-1
- Динамика содержания углерода органического вещества в среднетаежных ельниках на автоморфных почвах / К. С. Бобкова, А. В. Машика, А. В. Смагин ; отв. ред. Н. В. Лукина ; Учреждение Российской акад. наук Ин-т биологии Коми науч. центра Уральского отд-ния РАН. - Санкт-Петербург : Наука, 2014. — 269 с. — ISBN 978-5-02-038369-2
- Углерод в лесных и болотных экосистемах особо охраняемых природных территорий Республики Коми: [монография] / [К. С. Бобкова и др.] ; отв. ред. К. С. Бобкова, С. В. Загирова ; Российская акад. наук, Уральское отд-ние, Коми науч. центр, Ин-т биологии. - Сыктывкар : [б. и.], 2014. — 201 с. — ISBN 978-5-89606-515-9[5]

## Награды
- Медаль «Ветеран труда»
- Заслуженный работник Республики Коми
- Премия Правительства Республики Коми в области научных исследований
- Почётная грамота АН СССР